# Samtkopf-Grasmücke
Die Samtkopf-Grasmücke (Curruca melanocephala; Syn.: Sylvia melanocephala) ist ein Singvogel aus der Gattung der Grasmücken (Curruca). Sie kommt im Mittelmeerraum vor, ist wenig scheu und zeigt sich oft.

## Beschreibung
Mit 13 bis 14 Zentimeter Länge ist die Samtkopf-Grasmücke etwa so groß wie die Klappergrasmücke. Die Kehle und Unterschwanzdecken sind weiß, der Schwanz dunkel.
Männchen haben einen schwarzen Kopf und dunkelgrauen Rücken, dazwischen unscharfer Übergang im Nacken. Die Brust und der Bauch sind heller grau. Der rote Augenring ist deutlich ausgeprägt. Die äußeren Schwanzfedern sind in den Spitzen weiß.
Weibchen haben einen grauen Kopf, braunen Rücken und graubraune Flanken. Der Bauch ist heller braun. Der Augenring ist matter rot als der des Männchens.

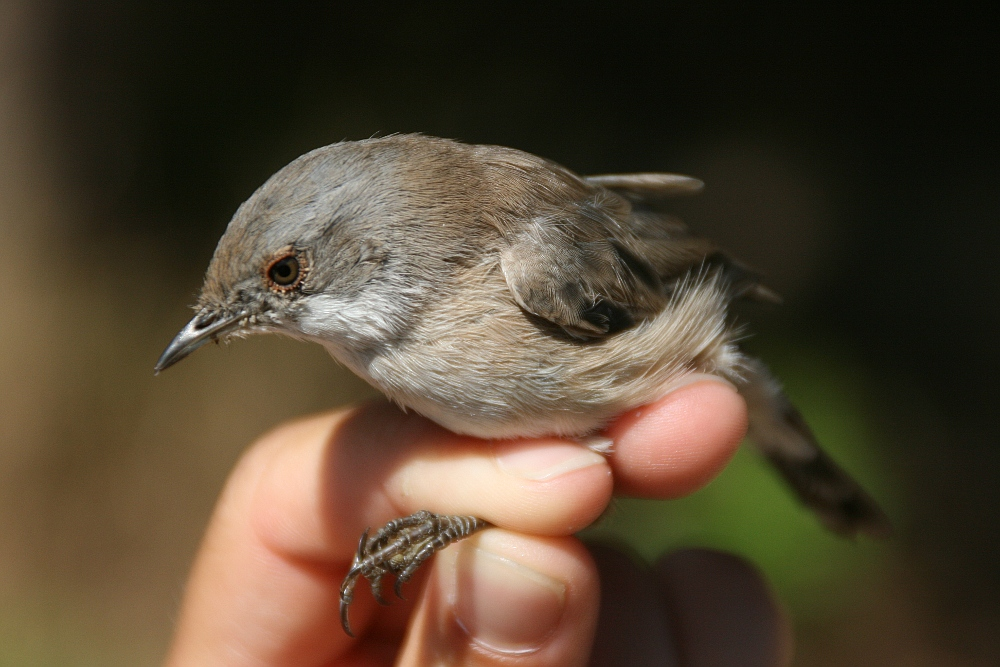
Ein Weibchen der Samtkopfgrasmücke (Curruca melanocephala)

## Stimme
Der laute Lock- und Erregungsruf ist ein hartes „tseck“.
Der auffälligere Warnruf besteht aus einer Reihe stotternd-ratternder, ein- oder zweisilbiger Laute: „trr-trr-trr-trr-trr“ oder „ti-TRRÜ ti-TRRÜ ti-TRRÜ ti-TRRü“, auch mit abweichendem ersten Ton „tüRETT trett-trett-trett-trett“.
Der Gesang besteht aus knarrenden und knirschenden Lauten, sehr kurzen Pfeiftönen und eingeschobenen, ratternden Rufen in zwei bis fünf Sekunden langen Strophen in schnellem Tempo.

## Lebensraum und Verbreitung
Die Samtkopf-Grasmücke lebt in Gegenden mit dichtem Gestrüpp und hohen Büschen, in offenen, niederwüchsigen Wäldern mit Unterwuchs, auch in menschlicher Nähe in Gärten und Gehölzen.
Sie ist rund um das Mittelmeer verbreitet und kommt in großen Teilen Spaniens und Italiens vor, jeweils mit Ausnahme des Nordens, weiterhin in Marokko. Wegen des milden Klimas muss diese Art im Winter nicht in den Süden ziehen, einige Individuen ziehen jedoch nach Nordafrika.

## Fortpflanzung

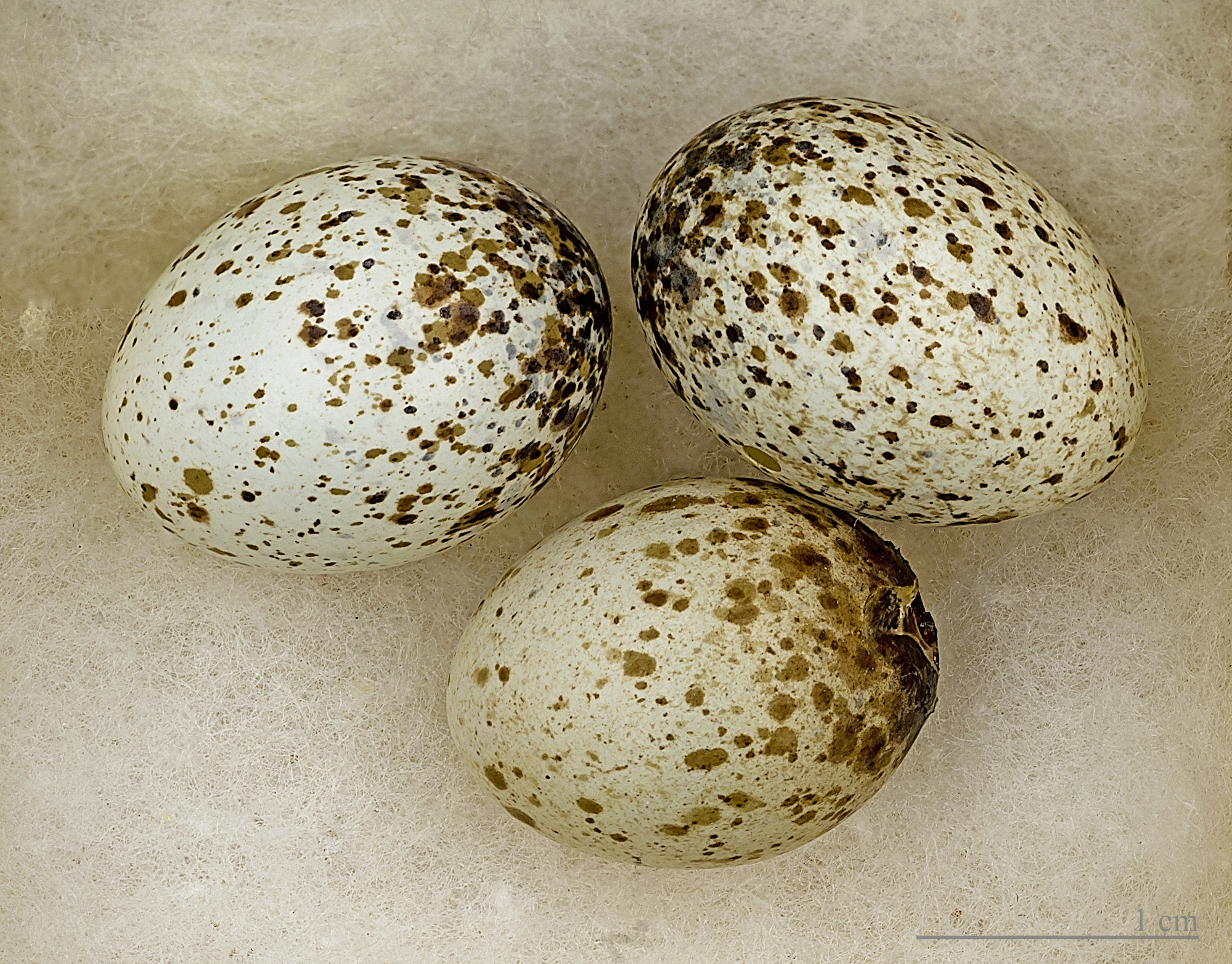
Curruca melanocephala

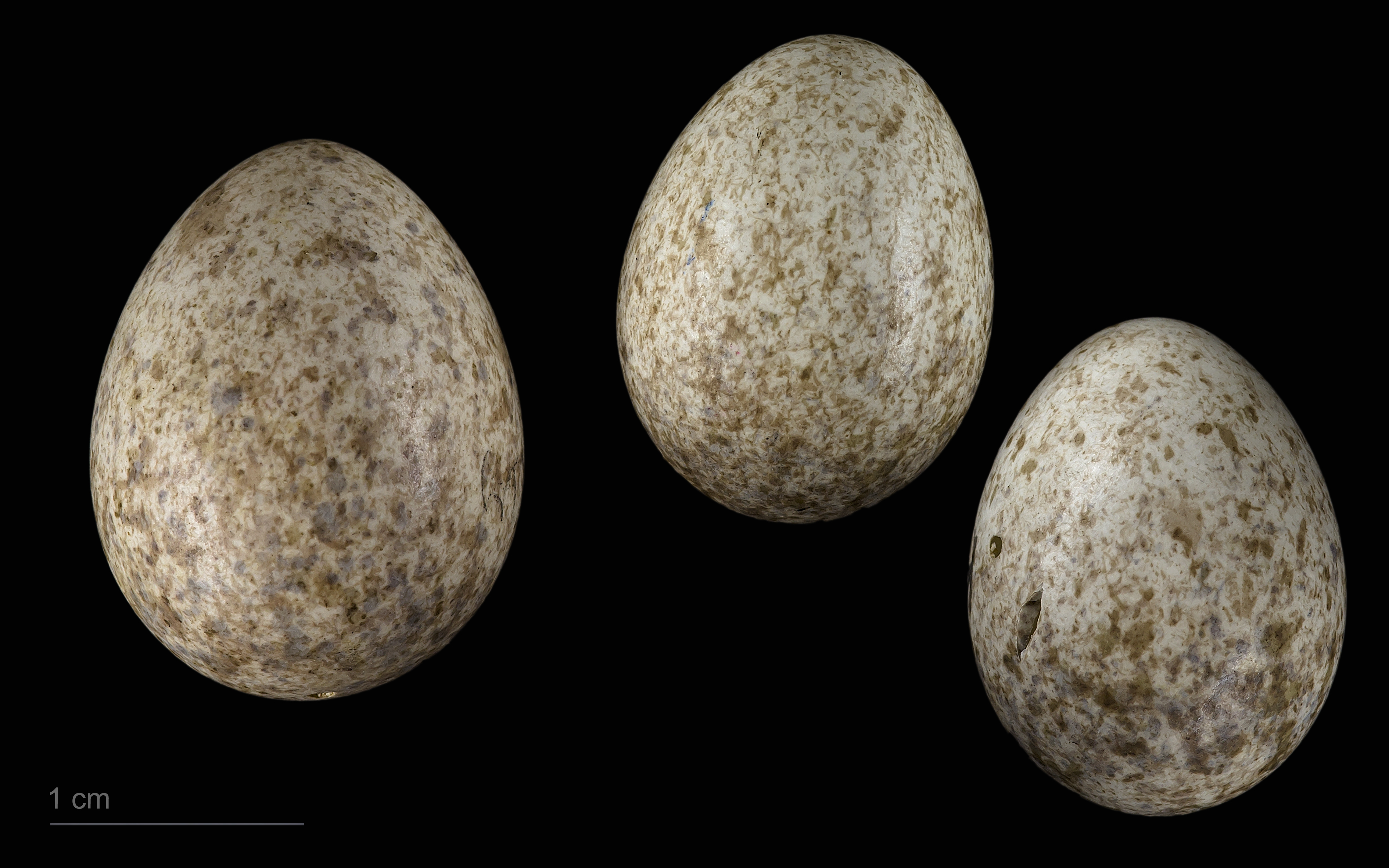
Links: Cuculus canorus rechts: Curruca melanocephala, Sammlung Museum von Toulouse

Im April oder Mai baut die Samtkopf-Grasmücke sehr niedrig in dichten Büschen ein kleines napfförmiges Nest. Die drei bis fünf Eier werden nacheinander an verschiedenen Tagen abgelegt und sehen oft sehr verschieden aus. Die Brutdauer beträgt 13 bis 14 Tage, wobei sich die Eltern beim Brüten und Füttern abwechseln. Die Jungen verlassen am zehnten oder elften Tag das Nest, um sich im Laub zu verstecken. Die Samtkopf-Grasmücke brütet ein bis zweimal in einer Saison.

## Nahrung
Die Nahrung besteht vor allem aus Insekten, aber auch aus Beeren.

## Unterarten
Es sind folgende Unterarten bekannt:
- Curruca melanocephala melanocephala (Gmelin, JF, 1789) kommt im südlichen Europa über die westliche Türkei sowie das nordwestliche Afrika vor.
- Curruca melanocephala leucogastra (Ledru, 1810) ist auf den Kanarischen Inseln und im zentralen Makaronesien verbreitet.
- Curruca melanocephala valverdei (Cabot, J & Urdiales, 2005) kommt im südlichen Marokko und der Westsahara vor.
- Curruca melanocephala momus Hemprich & Ehrenberg, 1833 ist  vom nordöstlichen Ägypten bis in den extrem südlichen zentralen Bereich der Türkei verbreitet.
- Curruca melanocephala norrisae (Nicoll, 1917) ist im Fayyum-Becken verbreitet.